# 孔友諒
孔 友諒（こう ゆうりょう、生没年不詳）は、明代の官僚。字は信伯。本貫は蘇州府長洲県。孔子の五十七世の孫とされる。

## 生涯
1418年（永楽16年）、進士に及第し、翰林院庶吉士に任じられた。双流知県として出向した。1425年（洪熙元年）、資格に拘らず人柄で地方官を任命すること、名実を備えた人物を科挙で登用すること、官吏の俸禄が薄給すぎてはいけないこと、和市や特産物貢献の諸事を停止すること、官吏の冗員を省くこと、御史の任命のことの六事を言上した。
1433年（宣徳8年）、宣徳帝は外官で文学の才のある者68人を試験して選抜するよう吏部に命じ、友諒は進士の胡端禎ら7人とともに六科を弁事することになった。1435年（宣徳10年）に胡端禎らは給事中に任じられたが、友諒はひとり官を与えられずに死去していた。
子に孔鏞があった。